# Jugendsinfonieorchester Leipzig

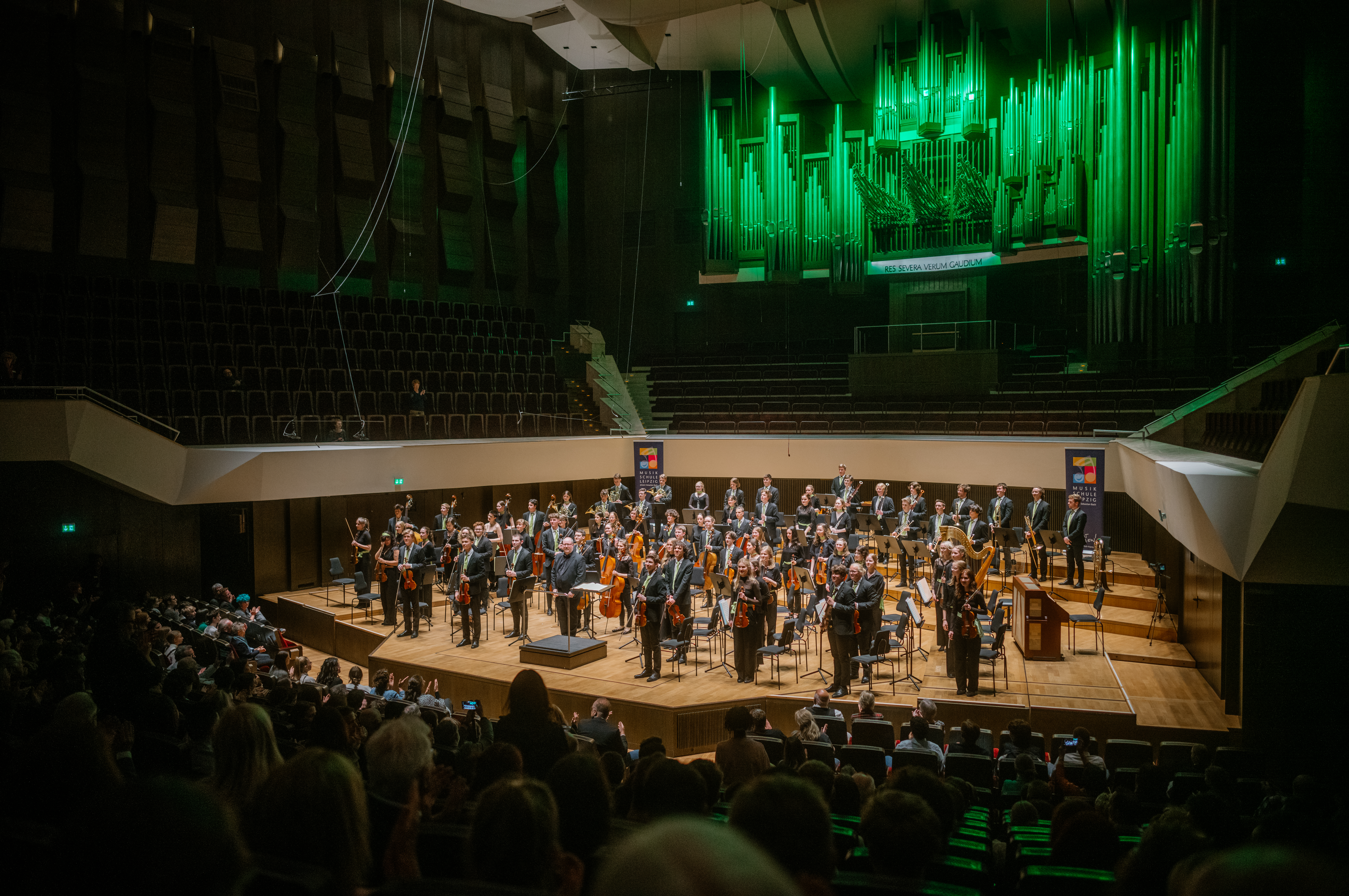
Das Jugendsinfonieorchester Leipzig im Großen Saal des Gewandhaus zu Leipzig 2024

Das Jugendsinfonieorchester der Musikschule Leipzig „Johann Sebastian Bach“ ist ein deutsches Jugendsinfonieorchester.

## Geschichte
Im Jahr 1985 wurde das Jugendsinfonieorchester Leipzig, auch JSO genannt, als Institution der Musikschule Leipzig „Johann Sebastian Bach“ gegründet. Die künstlerische Leitung übernahm der Bulgare Iwan Iwanow.
Unter der Leitung von Ron-Dirk Entleutner (seit 2000 künstlerischer Leiter) wurde das Jugendsinfonieorchester Leipzig 2003 als einziges deutsches Jugendorchester zum Edinburgh Music Festival eingeladen.
Seit 2005 veranstaltet das MDR-Sinfonieorchester regelmäßig ein gemeinsames Konzertprojekt, welches den jungen Musikern das Musikleben der Profis veranschaulichen soll.
2005 gastierte das Ensemble in Äthiopien bei den Festlichkeiten „100 Jahre Deutsch-Äthiopischer Freundschaftsvertrag“. 2009 folgte das JSO einer Einladung zu einer Konzertreise in die Südstaaten der USA und gastierte 2011 beim „Eurochestries Festival“ in Québec, Kanada. 2015 reiste das JSO Leipzig gemeinsam mit einer Delegation aus Politik und Wirtschaft aus Leipzig zur 10-Jahresfeier der Städtepartnerschaft Leipzig – Addis Abeba. In Kooperation mit dem Verband Deutsch-Japanischer Gesellschaften e.V. gab es 2019 eine Konzertreise nach Japan.
Am 21. September 2024 führten Schülerinnen und Schüler der Musikschule, Ensemblemitglieder des JSO Leipzig, eine wiedergefundene Komposition von Wolfgang Amadeus Mozart als Deutschland-Premiere unter großem medialem Interesse in der Oper Leipzig auf. Das Streichertrio "Serenate ex C", mit dem Beinamen Ganz kleine Nachtmusik wurde zuvor in den Leipziger Städtischen Bibliotheken entdeckt und von der Internationalen Stiftung Mozarteum dem Komponisten zugeordnet und in das Köchelverzeichnis aufgenommen.

## Preise und Auszeichnungen
- 2004: Bundespreisträger des Deutschen Orchesterwettbewerbs
- 2004: 1. Preis bei der Landesausscheidung Sachsen des Deutschen Orchesterwettbewerbs
- 2008: 1. Preis bei dem Bundesausscheid des Deutschen Orchesterwettbewerbs
- 2012: 1. Preis beim Bundesentscheid des Deutschen Orchesterwettbewerbs
- 2016: Deutscher Orchesterpreis[8]

## Tonaufnahmen
- Samuel Barber – The Lovers. CD (Rondeau Production Leipzig; 2017)[9]
- Giuseppe Verdi: Messa da Requiem. CD (Rondeau Produktion Leipzig; 2020)[10]
- Sergej Prokofjew: Peter und der Wolf. Konzertmitschnitt für Schulunterricht (Youtube)
- Klaus Badelt / Hans Zimmer: Fluch der Karibik (Youtube)
- Wolfgang Amadeus Mozart: Ganz kleine Nachtmusik (Serenata ex C); Deutschlandpremiere (Youtube)